# Jazz Advance
Jazz Advance è un album discografico del musicista free jazz statunitense Cecil Taylor pubblicato nel 1956 dalla Transition Records. È l'album di debutto dell'artista. Il disco contiene contributi da parte di Buell Neidlinger, Denis Charles e Steve Lacy.

## Tracce
- Tutti i brani sono opera di Cecil Tayor eccetto dove indicato.

1. Bemsha Swing (Denzil Best, Thelonious Monk) - 7:29
2. Charge 'Em Blues - 11:07
3. Azure (Duke Ellington, Irving Mills) - 7:29
4. Song - 5:21
5. You'd Be So Nice to Come Home To (Cole Porter) - 9:18
6. Rick Kick Shaw - 6:06
7. Sweet and Lovely (Gus Arnheim, Jules LeMare, Harry Tobias) - 6:36

- Tutte le tracce sono state registrate a Boston il 14 settembre 1956.

## Musicisti
- Cecil Taylor: pianoforte
- Buell Neidlinger: contrabbasso
- Denis Charles: batteria
- Steve Lacy: sassofono soprano (tracce 2 & 4)